# All That Breathes
All That Breathes (bra: Tudo O que Respira)é um longa-metragem documental indiano coproduzido internacionalmente com Reino Unido e Estados Unidos lançado em 2022 dirigido por Shaunak SenIt, produzido por Shaunak Sen, Aman Mann e Teddy Leifer sob a empresa Rise Films. O retrato intricado do filme revela uma cidade em evolução e um relacionamento fraterno unido por propósito, enquanto segue os irmãos Mohammad Saud e Nadeem Shehzad, que resgatam e tratam pássaros feridos.
Sua estreia ocorreu no Festival de Cinema de Sundance em 22 de janeiro de 2022, onde venceu o Grande Prêmio do Júri na Competição Mundial de Documentários de Cinema.
O filme sobre questões ambientais também foi selecionado para exibição no Festival de Cannes de 2022 na seção especial de exibição, onde venceu o prêmio Golden Eye de melhor documentário. Além disso, foi um dos 15 selecionados na lista preliminar de 144 elegíveis na categoria Melhor Documentário em Longa-Metragem no 95.ª Oscar. Posteriormente, no dia 24 de Janeiro de 2023, foi confirmado como um dos indicados a categoria.

## Sinopse
Dois irmãos, Saud e Nadeem, foram criados em Nova Delhi, olhando para o céu salpicado de milhafres pretos, observando parentes jogarem carne para essas aves de rapina. A crença muçulmana sustentava que alimentar as pipas expulsaria os problemas. Agora, os pássaros estão caindo dos céus poluídos e opacos de Nova Deli e os dois irmãos fizeram do trabalho de suas vidas para cuidar dos milhafres feridos.

## Produção
O documentário conta a história de Nadeem Shehzad e Mohammad Saud, dois irmãos que dirigem uma clínica de pássaros em Wazirabad, Deli, onde 20.000 aves de rapina foram curadas nos últimos 20 anos. Impressionado com a dedicação e o espírito de Shaunak Sen, o diretor decidiu filmá-los. Como ele disse, “Sou atraído pelo assunto da interconectividade de um ecossistema – um do qual os humanos fazem parte, não separados. Como o homem, os animais dividem o espaço e se tornam parte do todo. É uma história valiosa.”

## Lançamento
A estreia mundial ocorreu no Festival de Cinema de Sundance em 22 de janeiro de 2022. Também foi selecionado para exibição no Festival de Cannes de 2022 na seção 'Exibições Especiais' e foi exibido em 23 de maio.
O filme foi lançado nos Estados Unidos no outono de 2022, juntamente as exibições em festivais, pela Submarine Deluxe, em associação com a Sideshow. A HBO Documentary Films comprou os direitos televisivos mundiais do filme e, após sua exibição nos Estados Unidos, estará disponível na HBO e no serviço de streaming HBO Max em 2023.
Além disso, selecionado a Competição de Documentários no 46º Festival Internacional de Cinema de Hong Kong, onde foi exibido em 24 de agosto de 2022 e venceu o Prêmio Firebird. Também esteve na lista principal do Festival de Cinema de Nova York de 2022, realizado de 30 de setembro a 16 de outubro de 2022. Também chegou à seção 'Wide Angle - Documentary Showcase' do 27º Festival Internacional de Cinema de Busan e foi exibido em 9 de outubro de 2022.

## Recepção

### Resposta da Crítica
No site agregador de críticas, Rotten Tomatoes, o filme possuí 100% de aprovação com base na opinião de 54 críticos, com nota média de 8,5/10. O consenso do site diz: "Um tributo poético à tenacidade, All That Breathes usa os esforços incansáveis de dois irmãos para fazer um ponto mais amplo sobre como encontrar o triunfo dentro da tragédia". Metacritic, que utiliza-se de uma média ponderada, atribuiu ao filme média de 86/100 a partir de 16 críticas, indicando "aclamação universal".

## Ligações Externas
- «Sítio oficial»
- All That Breathes. no IMDb.
- «All That Breathes» (em inglês) no Rotten Tomatoes